# Trade Air
Trade Air is een luchtvaartmaatschappij met als thuishaven Zagreb in Kroatië. Zij richt zich voornamelijk op vrachtvervoer en zo nu en dan chartervluchten.

## Geschiedenis
Trade Air werd in april 1995 gesticht en begon op 22 mei 1995 diensten te leveren. Michael Cvijin bezit 100% van Trade Air. Vanaf 2005 levert Trade Air met Fokker 100 vliegtuigen passagiersvluchten onder de naam SunAdria.
Oorspronkelijk is Trade Air opgericht als aanvoermaatschappij voor DHL.

## Binnenlandse vluchten
Trade Air heeft toestemming gekregen om vluchten binnen Kroatië te gaan aanbieden. Trade Air zal vanaf eind 2013 vluchten van Osijek naar Zagreb en terug gaan uitvoeren.

## Luchtvloot

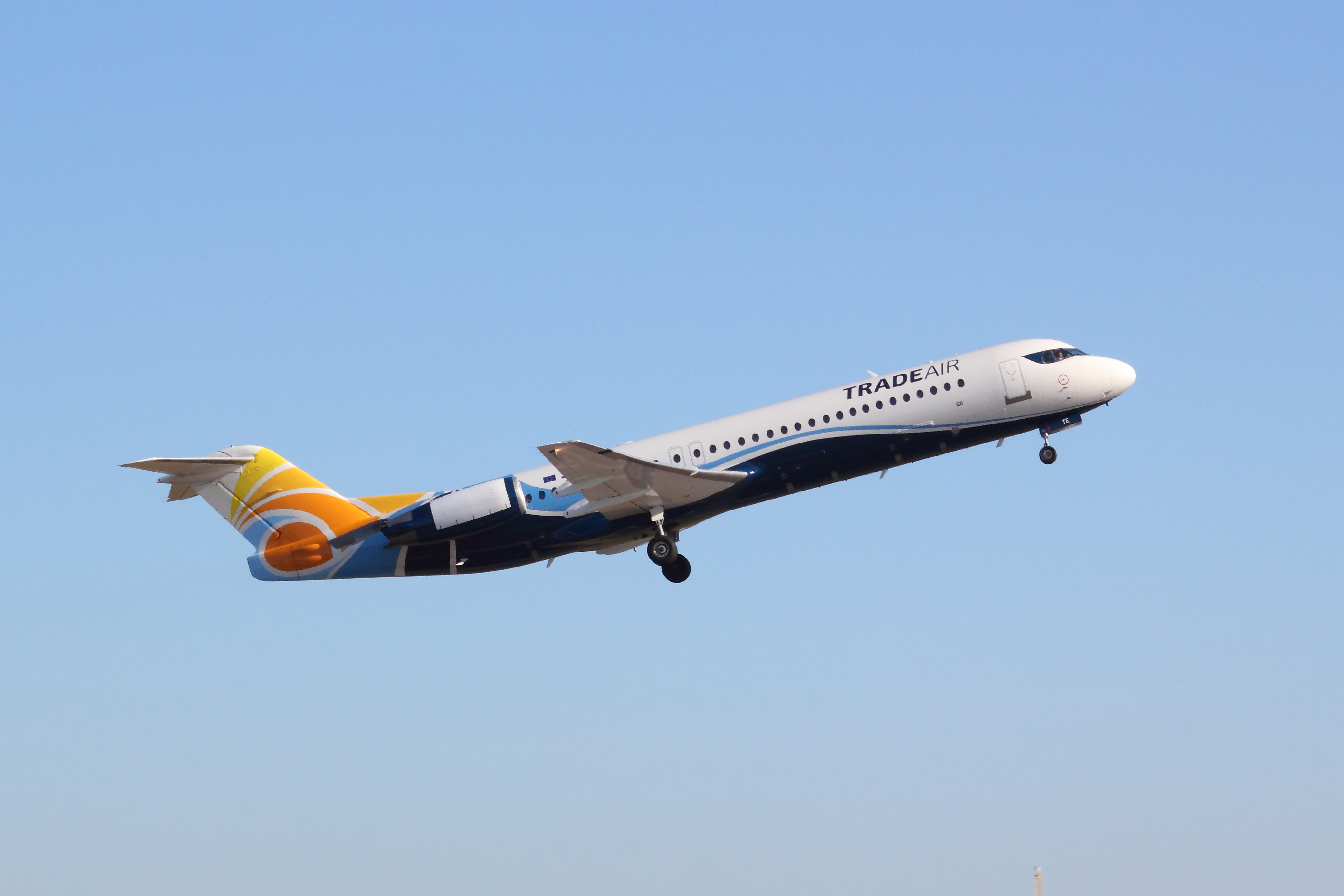
Trade Air Fokker 100

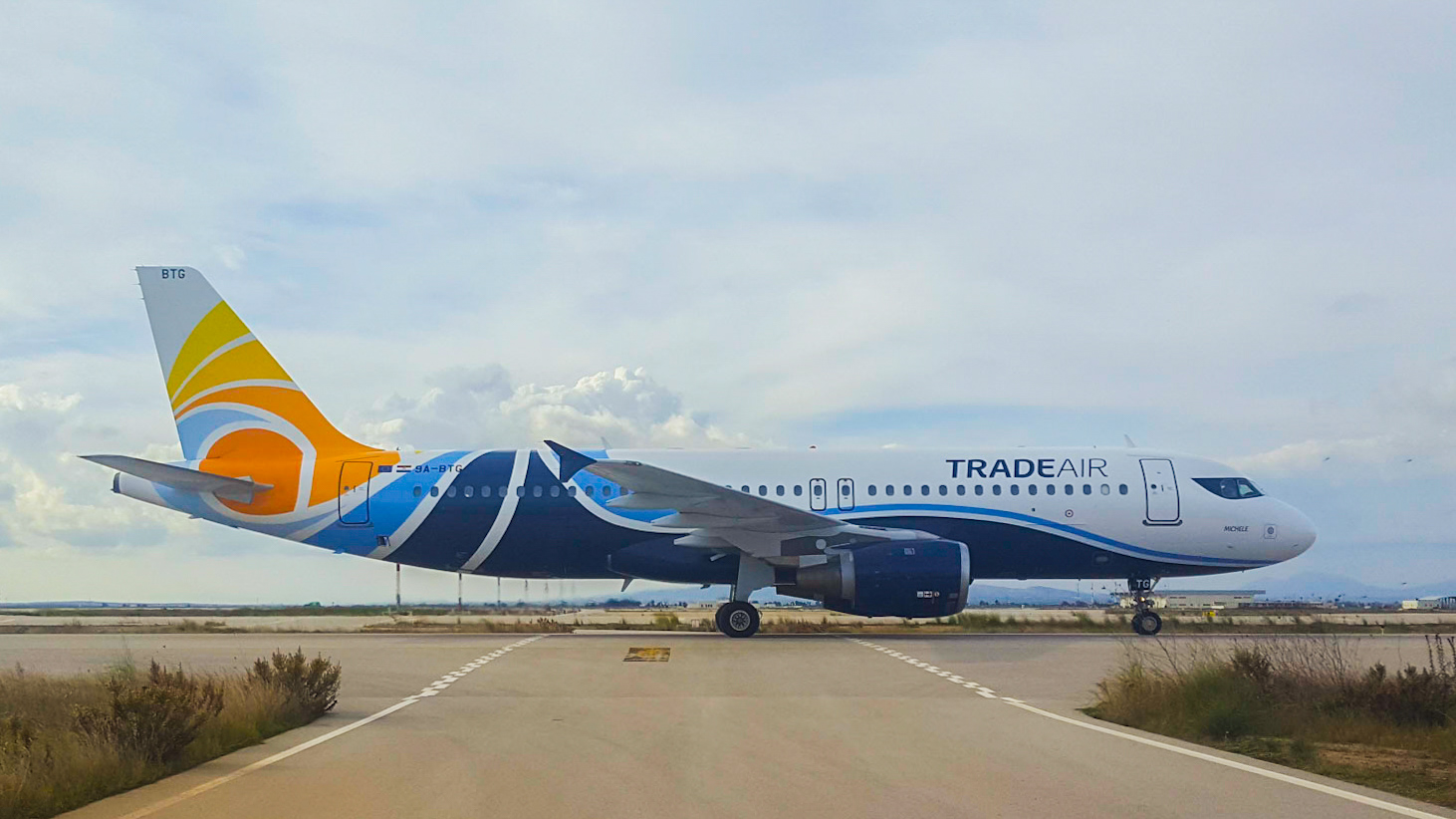
Trade Air Airbus A320-200

De luchtvloot Trade Air bestaat uit de volgende vliegtuigen (april 2019):
- 2 Fokker F100's
- 2 Airbus A320-200's